# Fara v Lobendavě
Fara v Lobendavě s číslem popisným 3 je pozdně barokní budova z roku 1767 postavená podle plánů pražského architekta Antonína Schmidta (1723–1783), která stojí vedle kostela Navštívení Panny Marie. V roce 1790 ji těžce poškodil požár, po kterém prošla roku 1796 celkovou rekonstrukcí. Budova je chráněna jako kulturní památka.

## Historie
Nejstarší písemně doložená fara v Lobendavě stála za starou rychtou a roku 1679 se zbortila. Novou budovu nechala roku 1693 postavit majitelka panství Lipová hraběnka Marie Margaretha Slavatová (1643–1698). Stavba však nevydržela dlouho; roku 1767 ji dal hrabě Leopold Antonín Salm-Reifferscheidt (1699–1769) strhnout. Vypracováním plánů pověřil pražského architekta Antonína Schmidta (1723–1783), který podle smlouvy z 27. dubna 1767 obdržel za práci 1 100 zlatých. Stavbu vedl polír Novack. Hrabě byl autorem obou nedochovaných nápisů na fasádě. V noci 13. května 1790 vypukl v budově lobendavské rychty požár, při kterém shořelo osm domů a těžce byl poškozen kostel s farou, ze kterých zbyly pouze obvodové zdi. Zastřešení a rekonstrukce vyhořelé farní budovy proběhly až roku 1796. Stavba začala v období po druhé světové válce chátrat, protože se nepodařilo sehnat prostředky na její rekonstrukci. Od roku 1958 je vedena jako kulturní památka České republiky. Na počátku 80. let 20. století přestala sloužit jako sídlo duchovních. V druhé dekádě 21. století se budova nachází ve zchátralém stavu vyžadujícím celkovou rekonstrukci. Jejím vlastníkem je Římskokatolická farnost Lobendava.

## Popis
Pozdně barokní budova fary stojí na obdélníkovém půdorysu. V porovnání s dalšími stavbami Antonína Schmidta je strohá a nese řadu rustikálních prvků. Hlavní průčelí člení trojosý rizalit a široká kordonová římsa. Obdélná okna zdobí nečleněné šambrány, v patře rizalitu doplněné o štukové klenáky a parapetní římsy. Do jednoduchého portálu se stlačeným záklenkem jsou vsazeny dveře s půlkruhově zakončeným ostěním. Nejvýraznějším prvkem portálu je masivní klenák, který nese číslo popisné, a stylizované konzolové útvary. Značně poničená fasáda kombinovala původně žlutou a bílou barvu. Vysokou mansardovou střechu kryje plech.

## Galerie

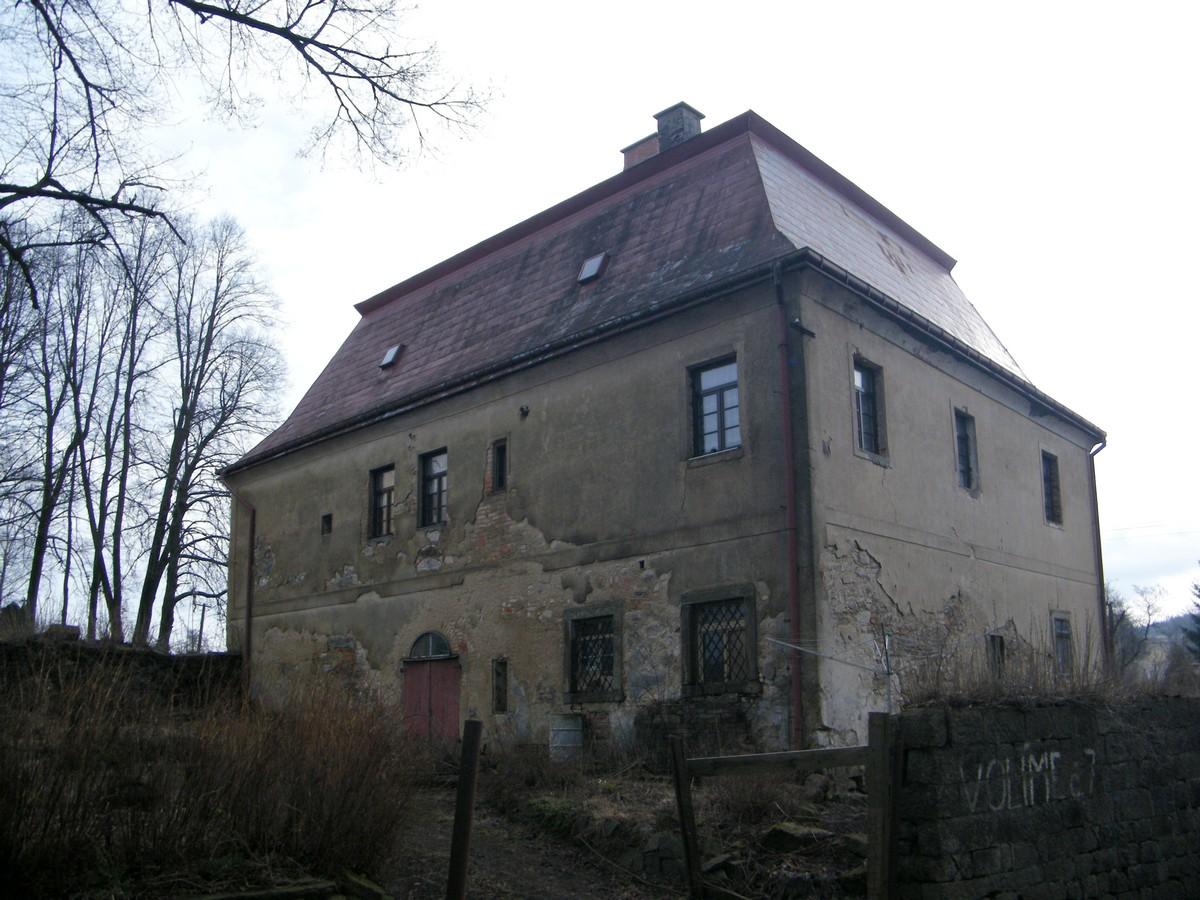
Zadní pohled (2017)
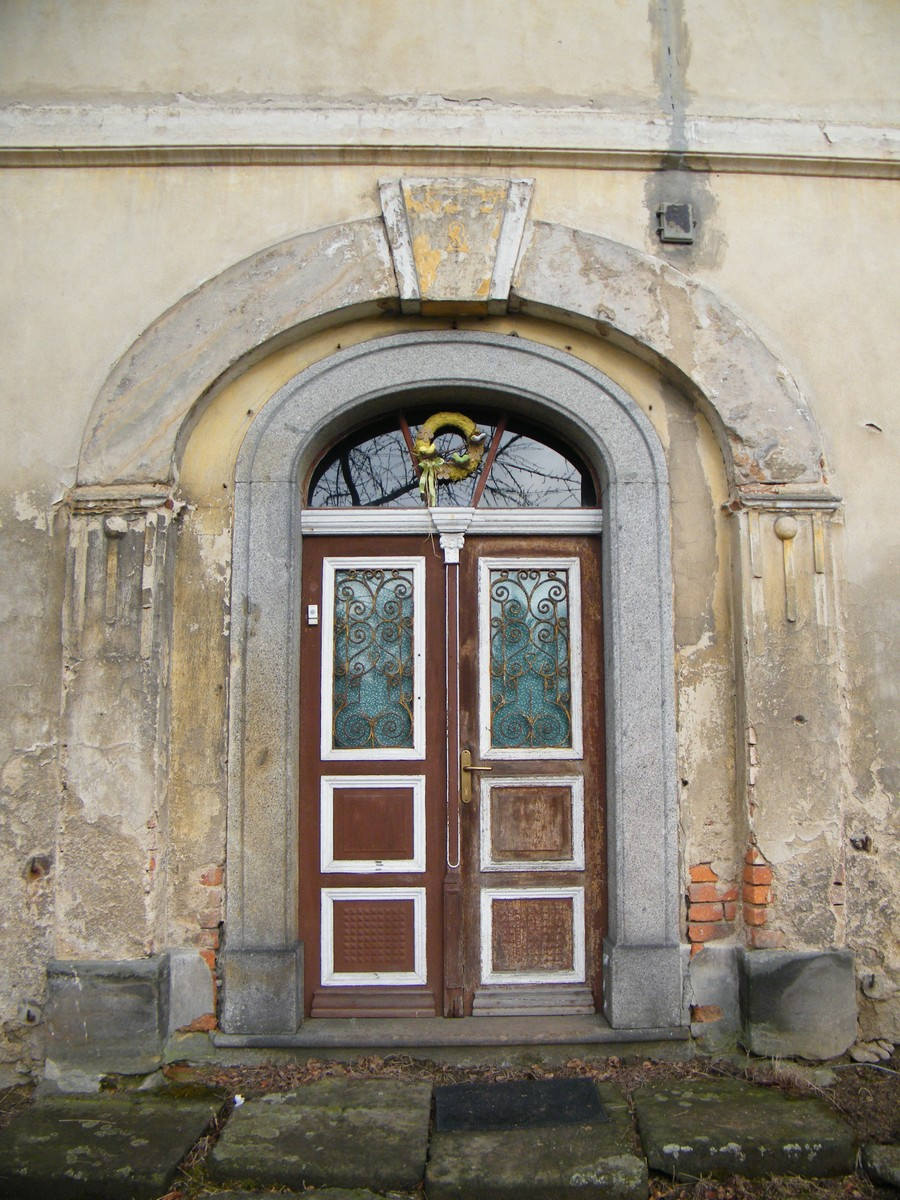
Detail portálu (2017)
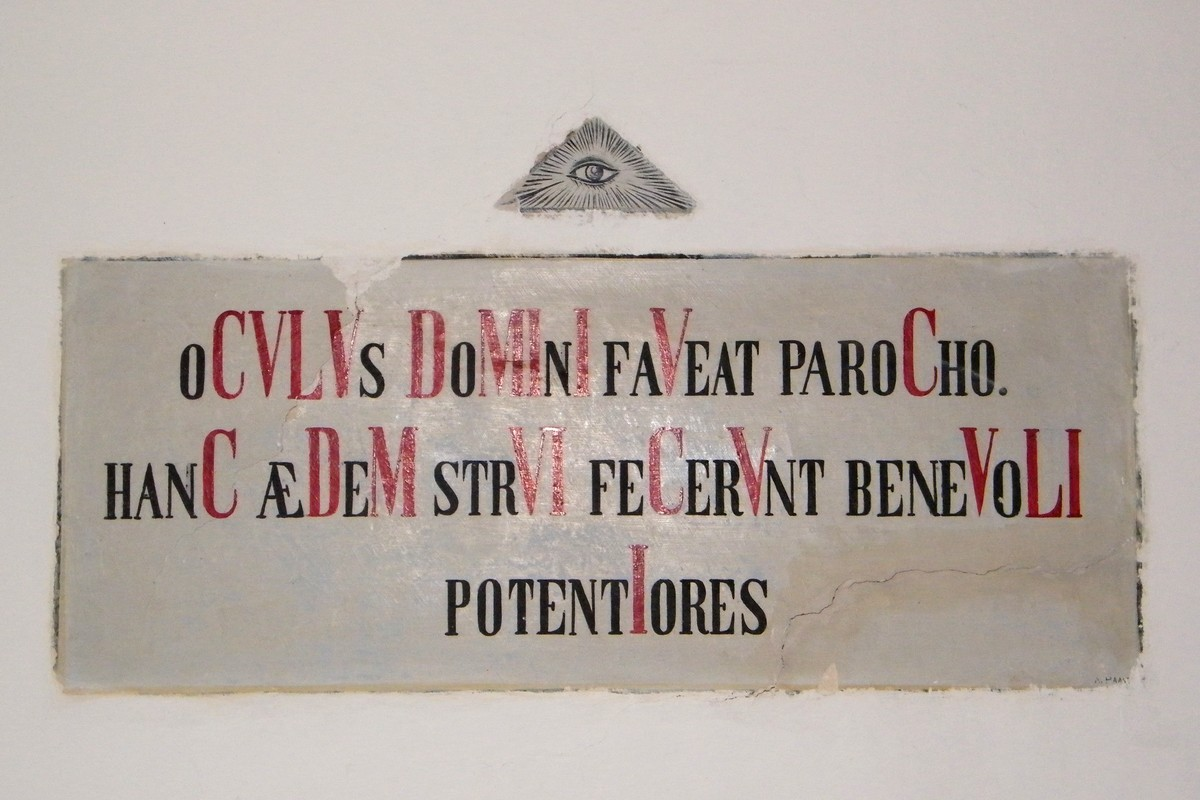
Chronogram nad schodištěm (2017)
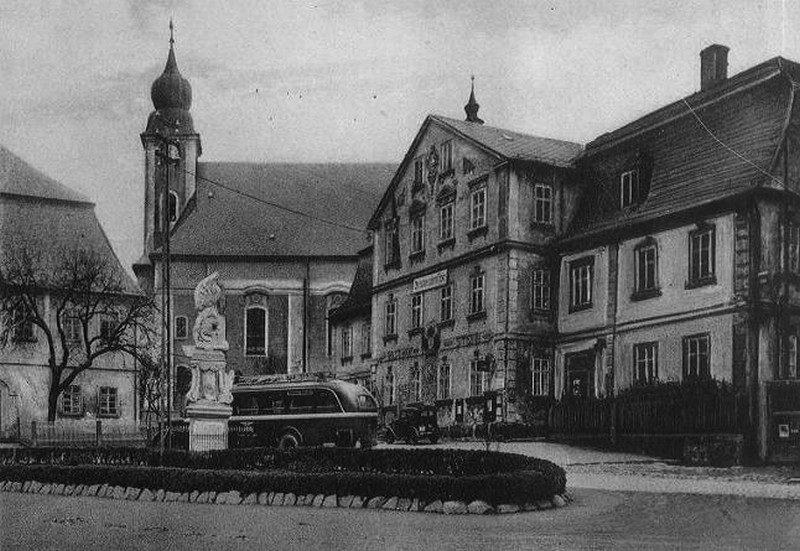
Fara (vlevo) a kostel na historickém snímku
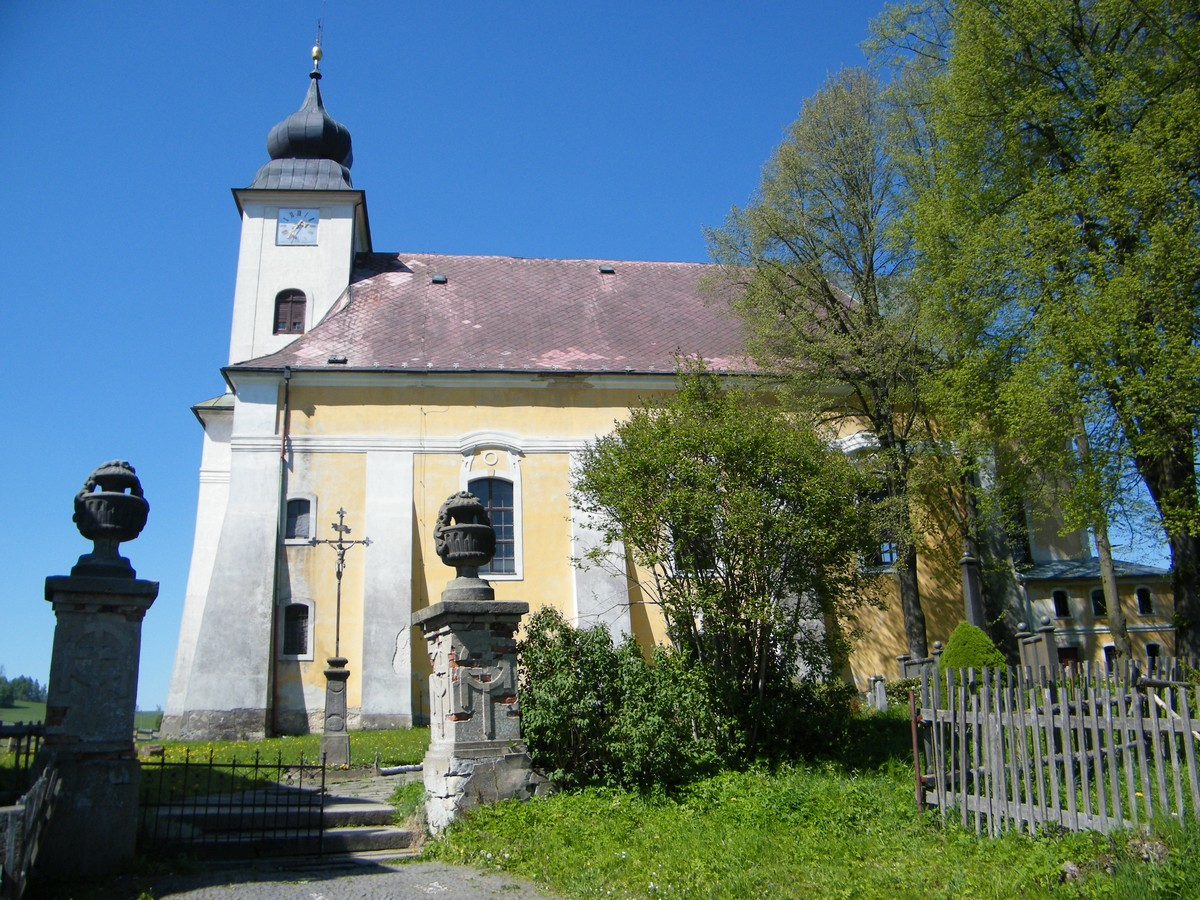
Kostel Navštívení Panny Marie (2011)